# ボリス・ハーゲリン
ボリス・ツェーザル・ヴィルヘルム・ハーゲリン（Boris Caesar Wilhelm Hagelin、1892年7月2日 - 1983年9月7日）は、スウェーデンの実業家で暗号機の発明家である。

## 概要

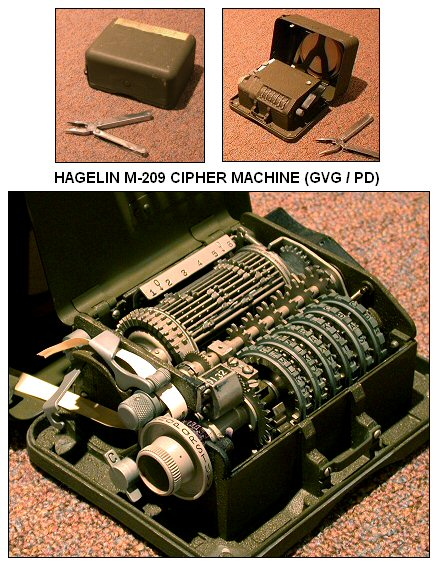
ハーゲリンのM-209 暗号機

ボリス・ハーゲリンはスウェーデン人の両親の下にコーカサス（多分、現在のグルジア）で生まれた。彼はルンドスベルグス・ボーディングスクール（Lundsbergs skola）に入学し、後にストックホルムのスウェーデン王立工科大学で機械工学を学び1914年に卒業した。ハーゲリンはスウェーデンと米国で働きながら工学技術を修得した。
ボリスの父カール・ヴィルヘルム・ハーゲリン（Karl Wilhelm Hagelin）はバクーでノーベル兄弟社（Branobel）に勤務していたが、一家はロシア革命の後でスウェーデンに戻った。カール・ヴィルヘルムは、アルヴィッド・ゲルハルド･ダムが1919年に取った特許を使用して製造されるワイアーローター式（wired rotor）暗号機を販売するために設立されたダムのクリプトグラフ株式会社（Aktiebolaget Cryptograph）の出資者であった。ボリス・ハーゲリンは社内で家族の出資の代表者に任命されていた。1925年にハーゲリンは会社を買い取り、後の1932年にクリプトテクニック株式会社（Aktibolaget Cryptoteknik）に改組した。彼の暗号機はアルトゥール・シェルビウス（Arthur Scherbius）のエニグマの競合機であったが、エニグマよりもかなりよく売れた。
第二次世界大戦が始まったときハーゲリンはスウェーデンからスイスへ移り（ベルリンを経由してジェノヴァへ到るドイツ縦断の道中、会社の最新の暗号機に関する書類を携行していた）、そこで会社を再度設立した（この会社は現在でもツークでクリプト株式会社として営業している）。この暗号機は小型で廉価かつ適度な秘匿性を持っており、ハーゲリンはアメリカ軍がこれを採用することを確信していた。これは何万台も生産され、その結果としてハーゲリンは財を成した。歴史家のデヴィッド・カーン（David Kahn）は、ハーゲリンが富豪になった唯一の暗号機製造者であると語った。

## 特許
- アメリカ合衆国特許第 1,846,105号	(B-21)
- アメリカ合衆国特許第 2,089,603号	(C-35)
- アメリカ合衆国特許第 2,247,170号
- アメリカ合衆国特許第 2,802,047号
- アメリカ合衆国特許第 2,851,794号	(CD-57)
- アメリカ合衆国特許第 3,083,263号
- アメリカ合衆国特許第 3,485,948号